# Conflits gaziers russo-ukrainiens

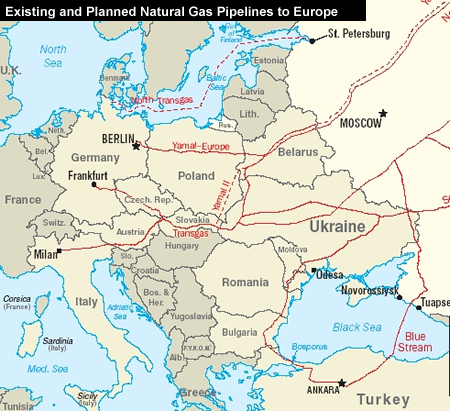
Gazoducs russes vers l'Europe

Les termes conflits gaziers russo-ukrainiens, conflit du gaz ou guerre du gaz renvoient à différents conflits qui portent sur le prix et la distribution du gaz naturel en provenance de la Russie et transitant par l'Ukraine. À cause de l'incidence élevée que ces conflits ont sur les populations de différents pays appartenant à l'Union européenne en 2009, ils ont une portée géopolitique considérable. Par exemple, en Europe centrale et orientale en date du 16 janvier 2009, « des centaines d'usines [sont] à l'arrêt et des millions de personnes [sont] privées de chauffage ».

## Description
Historiquement, trois conflits importants sont survenus entre deux sociétés spécialisées dans l'énergie, Gazprom, contrôlée par le gouvernement russe, et Naftogaz, contrôlée par le gouvernement ukrainien :
1. Un premier conflit a débuté en mars 2005 pour culminer le 1er janvier 2006, Gazprom refusant d'alimenter les gazoducs ukrainiens à la suite d'un désaccord sur le prix de transit par les gazoducs ukrainiens. Le conflit est résolu le 4 janvier 2006 à la suite d'une entente préliminaire entre la Russie et l'Ukraine.
2. Un autre conflit a débuté en octobre 2007 à propos de dettes relatives au gaz et a atteint son point culminant en mars 2008.
3. Dans les derniers mois de 2008, les relations entre Gazprom et Naftogaz sont redevenues tendues à la suite d'un différend sur le montant de la dette à rembourser par Naftogaz[2]. En janvier 2009, Gazprom et Naftogaz sont en litige pour différentes raisons : prix du gaz naturel, volume de gaz à faire transiter par l'Ukraine et remboursement de la dette de Naftogaz. Le 16 janvier 2009, conséquence du conflit, 18 nations européennes rapportent qu'elles subissent une baisse importante ou une coupure de fourniture de gaz naturel en provenance de la Russie qui transite par l'Ukraine[3],[4].

## Conflit de 2005-2006
Jusqu'au 31 décembre 2005, l'Ukraine bénéficiait de prix avantageux grâce à ses bonnes relations et son statut d'ancien pays de l'Union soviétique. Gazprom souhaitait aligner le prix du gaz ukrainien, jusque-là nettement en dessous du prix payé en Europe (50 USD/1 000 m3, contre 230 USD sur le marché européen). Gazprom argumentait sa décision par le fait que l'Ukraine avait obtenu le statut d'économie de marché, et devait donc être aux mêmes conditions que le reste de l'Europe.
Par ailleurs, Gazprom accusait l'Ukraine de se surapprovisionner en gaz et de revendre le surplus à l'Europe, empochant au passage la différence entre le prix que payait l'Europe et le prix qu'elle payait. À la suite de l'échec des négociations sur ce sujet, l'Ukraine contestant cette accusation de prélèvements illégaux, Gazprom posa un ultimatum en menaçant de couper le gaz à l'Ukraine en ne laissant que passer celui à destination de l'Europe. C'est ce qui eut lieu le 1er janvier 2006, et la diminution consécutive du débit à destination de l'Europe, outre le fait d'internationaliser la crise, démontra l'existence de ces prélèvements illégaux.
L'Ukraine céda le 3 janvier 2006, promettant de mettre fin aux prélèvements et acceptant l'alignement sur le prix du marché européen, tandis que Gazprom recommençait alors à alimenter les gazoducs à pleine capacité.
Cependant, le vol semblait n'être qu'un facteur secondaire de la réaction de la Russie, qui serait plus préoccupée par ses intérêts géostratégiques.
Finalement, les termes de cet accord imposèrent une augmentation moins importante du prix du gaz. L'Ukraine a payé en pratique 95 USD/1 000 m3, car les livraisons étaient composées en partie de gaz d'origine turkmène, à 50 USD/1 000 m3, via la société mixte RosUkrEnergo, dont les actionnaires ne sont pas clairement connus.

## Conflit de 2007-2008

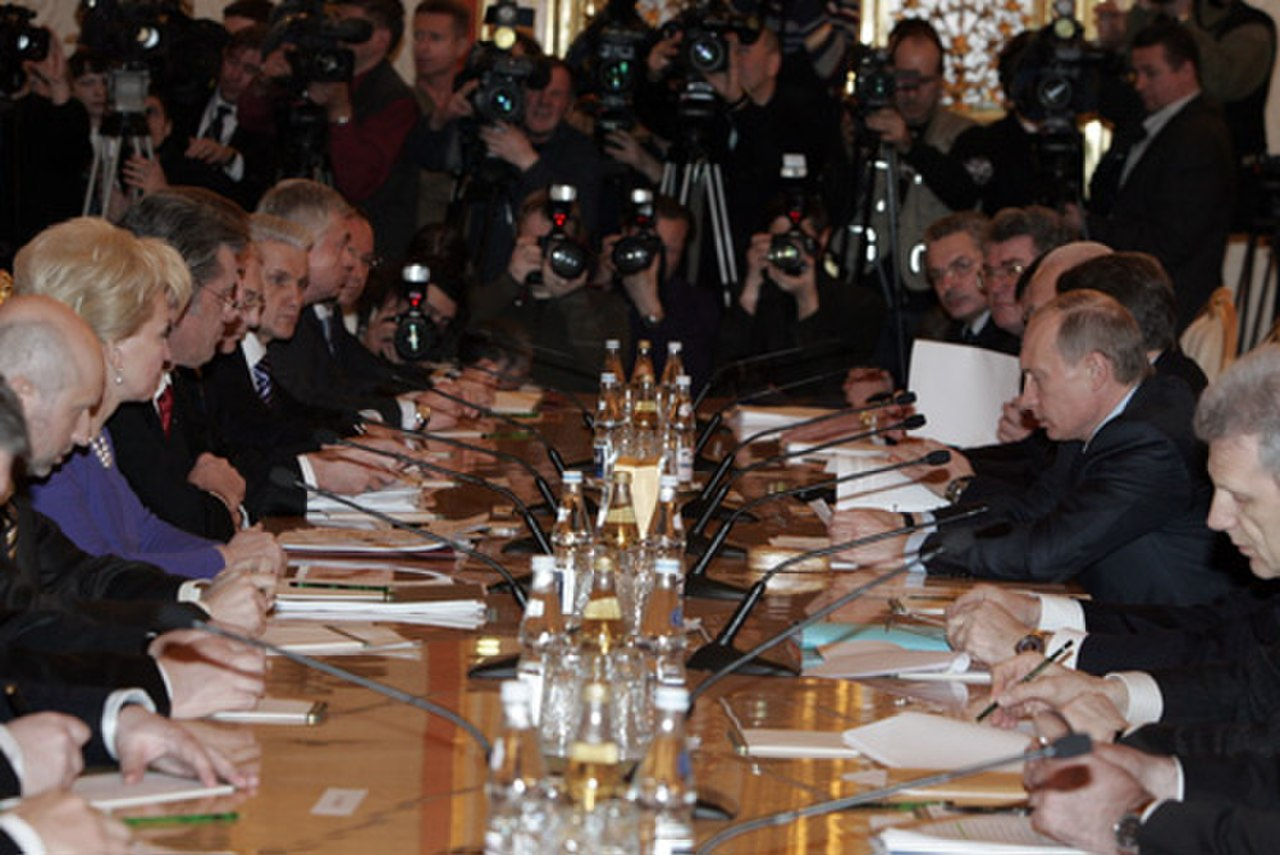
Photo du 12 février 2008 montrant les Présidents Vladimir Poutine et Viktor Iouchtchenko à une rencontre lors de la commission intergouvernementale russo-ukrainienne pendant laquelle le conflit du gaz fut à l'ordre du jour.

Le 2 octobre 2007, Gazprom a menacé de suspendre l'alimentation en gaz naturel de l'Ukraine car celle-ci n'avait pas remboursé une dette de 1,3 milliard de dollars américains. Ce désaccord sembla être résolu le 8 octobre 2007. Le 5 janvier 2008, Gazprom a averti l'Ukraine qu'elle réduirait le volume de gaz livré le 11 janvier 2008 si une dette de 1,5 milliard de dollars américains sur le gaz n'était pas payée. Les Présidents Vladimir Poutine et Viktor Iouchtchenko ont annoncé le 12 février 2008 une entente : l'Ukraine commencerait à payer ses dettes sur le gaz naturel consommé en novembre et décembre 2007 et le prix de 179,50 USD/1 000 m3 serait maintenu pendant l'année 2008. Les deux présidents ont aussi décidé de remplacer RosUkrEnergo et UkrGazEnergo (pl) par deux nouveaux intermédiaires, des entités conjointes de Gazprom et de Naftogaz.
À la fin de février 2008, Gazprom a menacé de réduire le volume de gaz naturel vers l'Ukraine à partir du 3 mars 2008, à moins que celle-ci ne paie ses dettes, chiffrées par Gazprom à 1,9 bcm de gaz, valant environ 600 millions de dollars,. Le gouvernement de l'Ukraine a affirmé avoir payé le gaz naturel consommé en 2007, mais la Russie dénonce une forte consommation ces derniers mois. Le 3 mars 2008, Gazprom a réduit ses envois vers l'Ukraine de 25 %, suivi un jour après d'un autre 25 %, affirmant que l'Ukraine avait encore une dette à rembourser de 1,5 milliard de dollars américains, ce que les autorités ukrainiennes ont nié. Les livraisons de gaz ont repris le 5 mars 2008 après que les CEO de Gazprom, Alexei Miller, et de Naftogaz, Oleh Dubyna, négocièrent une entente par téléphone. Le 6 mars 2008, le cabinet ukrainien refusa d'avaliser l'entente : le gouvernement ne voulait pas payer en avance pour 2008 s'opposa à la création d'une société conjointe de Naftogaz et Gazprom qui vendrait du gaz naturel à l'Ukraine. La Première ministre Ioulia Tymochenko a affirmé que l'Ukraine n'avait pas besoin de nouvelles sociétés conjointes et, depuis le 1er mars 2008, UkrGazEnergo n'opère plus sur le marché de l'Ukraine.

## Conflit de 2008-2009

Carte montrant les difficultés d'approvisionnement en gaz naturel en date de janvier 2009. Les pays en rose ont subi des baisses de livraison et les pays en rouge ne reçoivent plus du tout de gaz naturel.

Le 2 janvier 2009, à la suite d'un différend entre l'Ukraine et Gazprom sur le prix à payer en 2009 et faute de paiements d'une partie des livraisons de 2008, Gazprom a réduit, puis stoppé les livraisons du gaz naturel à l'Ukraine. En conséquence, des pays membres de l'Union européenne (UE) reçoivent moins de gaz naturel en provenance du réseau gazier de Gazprom, lequel transite en grande partie par l'Ukraine. La Russie accuse l'Ukraine de voler le gaz destiné à l'Europe pour compenser les coupures des approvisionnements qu'elle subit et tente d'augmenter le débit des gazoducs qui passent par la Biélorussie et la Turquie. Le réseau ukrainien est stratégique pour l'UE, car l'approvisionnement en provenance de la Russie (fournisseur à hauteur de 40 % de l'UE) transite à 80 % par l'Ukraine. La Hongrie a subi une baisse d'approvisionnement de 10 millions de m³, sur un total habituel de 42 millions de m³, alors que la Pologne a pu compenser ce manque en ayant recours à un autre fournisseur de gaz naturel. Également, la Roumanie a subi une baisse du volume de livraison de 30 % à partir du 3 janvier en soirée et la Bulgarie de 10 à 15 % à partir du lendemain.
Le 6 janvier 2009, plusieurs pays de l'UE n'ont pas reçu de gaz en provenance de Gazprom, dont la Hongrie (dépendante à 65 %), la Grèce (81 %) et la Bulgarie (90 %). Quatre pays des Balkans ne reçoivent plus rien : Croatie, Bosnie-Herzégovine, Serbie et Macédoine, alors que la Pologne, l'Autriche, la Slovaquie, la Slovénie et la Roumanie ont subi d'importantes baisses de volume. Les pays d'Europe occidentale sont aussi touchés : la France a subi une baisse de plus de 70 % (mais elle ne dépend qu'à hauteur de 15 % de gaz russe) et l'Italie de 90 %.
Le 7 janvier, Gazprom a cessé d'approvisionner l'ensemble du réseau de gazoducs ukrainien alimentant l'Europe, accusant l'Ukraine de détourner du gaz qui y circulait jusqu'alors, accusation étayée selon Gazprom par des relevés faits par la Société générale de surveillance. L'Ukraine rejette cette accusation, mais refuse cependant d'octroyer l'accès des experts indépendants aux compteurs de gaz sur son territoire. Gazprom a fait appel à des observateurs internationaux afin de contrôler les livraisons de gaz.
Un accord sur le règlement du différend entre la Russie et l'Ukraine a été signé, d'abord par la Russie et l'UE samedi 10 janvier, puis par l'Ukraine et l'UE pendant la nuit du 10 au 11 janvier. Cependant, constatant l'ajout par Kiev, après la signature par Moscou, d'une annexe à cet accord, le président russe, Dmitri Medvedev, a déclaré comme « nul et sans valeur » cet « accord », suivi en ceci par son premier ministre, Vladimir Poutine,. L'Ukraine a cependant fait marche arrière lundi 12 janvier, acceptant de signer l'accord sans les ajouts qu'elle y avait faits,.
Le 13 janvier 2009, malgré l'accord signé par l'Ukraine et Gazprom ainsi que la présence d'experts européens pour confirmer le transport du gaz via l'Ukraine, le transit du gaz naturel vers les pays européens n'a pas repris. La société ukrainienne Naftogaz a admis avoir bloqué le transit en affirmant que Gazprom avait imposé des « conditions de transit inacceptables ».
Selon l'estimation du président russe Dmitri Medvedev, Gazprom a perdu 1,1 milliard USD de chiffre d'affaires depuis le 1er janvier 2009 en raison de la crise avec l'Ukraine. Il a par ailleurs appelé à un sommet extraordinaire des pays impliqués ou touchés par ce conflit gazier.

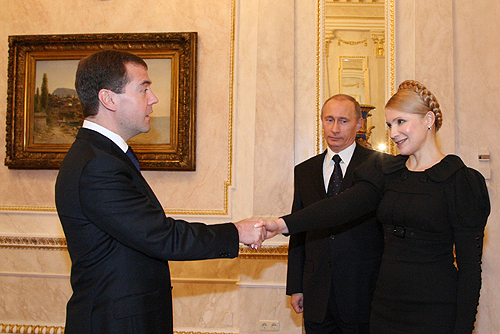
De gauche à droite : Rencontre Medvédev-Poutine-Timochenko à Moscou au sujet des livraisons du gaz russe, le 17 janvier 2009.

Le 17 janvier 2009, le transit du gaz russe par l'Ukraine était toujours empêché par l'Ukraine.
Le même jour, le Premier ministre de la Russie, Vladimir Poutine, et la Première ministre de l'Ukraine, Ioulia Tymochenko, se sont rencontrés à Moscou dans le but de mettre un terme au conflit. La rencontre a abouti à un accord sur le nouveau prix de livraison de gaz avec 20 % de rabais par rapport au prix moyen européen avec le maintien des tarifs de transit préférentiels. Le transit vers l'Europe devrait reprendre sous peu. Les parties sont convenues de ne pas lier le prix des livraisons à l'Ukraine avec le prix du transit que l'Ukraine perçoit. Comme le souhaitait Ioulia Tymochenko, l'intermédiaire opaque RosUkrEnergo sera évincé du système de livraisons, Gazprom fera directement affaire avec Naftogaz. Les parties ont aussi conclu que les prix des livraisons pour le 1er janvier 2010 seront fixés sans rabais.
Le 20 janvier 2009, Gazprom a confirmé que le transit du gaz naturel via l'Ukraine avait recommencé. Les clients en Europe de l'Ouest ne seront vraisemblablement alimentés qu'à partir de 22 janvier pour différentes raisons techniques. Dans le cadre de l'accord signé avec la Russie, l'Ukraine devra débourser 360 USD/1 000 m3 pendant le premier trimestre de l'année 2009. Par la suite, le prix devrait baisser, suivant la tendance mondiale du prix du gaz.

## Euromaïdan, guerre russo-ukrainienne et crise européenne du gaz
Fin 2013, alors qu'un accord d'association doit être signé entre l'UE et l'Ukraine, la Russie essaie de faire pression sur Kiev pour le faire changer d'avis, notamment en restreignant certains produits, en revoyant les prix du gaz et en envisageant d’imposer aux citoyens ukrainiens un passeport étranger. Moscou craint en effet que cette union se fasse à son désavantage, alors que Vladimir Poutine ambitionne en même temps un rapprochement avec les pays anciennement soviétiques. De l'avis de l'analyste politique Vladimir Fessenko : « en mettant ainsi la pression, la Russie ne fait que pousser l'Ukraine dans les bras de l'Europe ».
En novembre 2013, l'Ukraine décide finalement, en raison de pressions russes, de refuser l'accord avec l'Union européenne et de « relance[r] un dialogue actif avec Moscou ». Ce revirement entraîne d'importantes manifestations pro-européennes (Euromaïdan) à Kiev rassemblant au moins 100 000 personnes, l'occupation de la place Maidan et de la mairie, avec comme mot d'ordre la démission du président Viktor Ianoukovytch. Ce dernier est finalement destitué par le parlement durant la révolution de 2014 et l'accord est signé le 21 mars 2014. Cela entraine le début de la guerre russo-ukrainienne avec notamment la crise de Crimée, qui voit l'annexion de la péninsule ukrainienne par la Russie, et la guerre du Donbass. Cette crise géopolitique entraine un nouveau conflit gazier entre l'Ukraine et la Russie, dont les relations diplomatiques se sont fortement dégradées.

## Situation en 2024
Les contrats de gaz arrivent à échéance fin 2024. Ni l'Ukraine, ni l'Union européenne, ni la Russie n'ont manifesté le souhait de reconduire ces contrats. 
Le 27 décembre 2024, l'Ukraine reçoit sa première livraison de gaz naturel liquéfié américain, pour un volume de 100 millions de mètres cubes, afin de compenser la fin du contrat d'importation de gaz naturel russe, que l'Ukraine a annoncé refuser de renouveler. Cette cargaison a été livrée à un terminal grec de regazéification en Méditerranée, puis transférée par gazoduc.
Le 1er janvier 2025, l'expiration d'un contrat de cinq ans signé en 2019 entre la compagnie ukrainienne Naftogaz et le géant russe Gazprom met fin au transit de gaz fossile. Le gazoduc Bratstvo alimentait les pays européens depuis 1960, cependant le gouvernement Ukrainien considère que ce perpétuer ce contrat reviendrait à « financer la guerre russe »,.
En 2024, la Slovaquie qui bénéficie d'un gaz à prix réduit souhaite conserver des importations de gaz en provenance de la Russie.